# 加藤栄三
加藤 栄三（かとう えいぞう、1906年（明治39年）8月20日 - 1972年（昭和47年）5月24日）は日本画家。岐阜県岐阜市出身。弟は日本画家加藤東一。

## 略歴
- 1906年（明治39年）　岐阜市に漆器商加藤梅太郎、ための三男として生まれる。
- 1926年（大正15年）　東京美術学校日本画科に入学。（同学年に東山魁夷、橋本明治、山田申吾、若林景光らがいた）
- 1929年（昭和4年）　第10回帝展「夏日小景」初入選。
- 1931年（昭和6年）　東京美術学校卒業。結城素明に師事。
- 1936年（昭和11年）　文展（この年から帝展の代わりに開催）に出品した「薄暮」で文部大臣賞を受賞[1]。
- 1945年（昭和20年）　岐阜空襲により生家が全焼。「薄暮」などの代表作やこれまで描きためた写生等ほとんどを焼失。
- 1959年（昭和34年）　前年の日展出品作「空」で日本芸術院賞受賞。
- 1969年（昭和44年）　日展理事となる。
- 1971年（昭和46年）　第3回改組日展「流離の灯」出品。日展出品作としては絶筆となる。
- 1972年（昭和47年）　自宅にて死去。享年65。

## その他
- 岐阜県岐阜市に加藤栄三・東一記念美術館（岐阜市歴史博物館分館）がある。